# Сионистско-социалистическая рабочая партия
Сионистско-социалистическая рабочая партия (ССРП) — одна из наиболее значительных еврейских политических партий. Первые попытки образования ССРП относятся к началу 1904 г. (силами еврейских ремесленников и интеллигентов, отколовшихся от «Поалей Цион»). В Вильно был образован временный Центральный Комитет. Позже координирующие функции перешли к Варшавской организации партии, которая в июле, 1904 г. созвала в Варшаве конференцию. На ней избрано Организационное Бюро, усилиями которого 23 декабря 1904 г. открыта учредительная конференция в Одессе. Форум, закончивший свою работу из-за арестов делегатов лишь в феврале 1905 г., наметил основные вехи будущей программы партии, главным образом, по вопросу территориализма (то есть положения о месте компактного проживания евреев), определил свою тактику на предстоящий VII сионистский конгресс и избрал ЦК ССРП. Основными теоретиками и лидерами ССРП считались Н. Сыркин, Б. Борохов.
После учреждения ССРП выступила с «Декларацией», в которой изложены теоретические основы программы партии. Положения «Декларации» в ноябре 1905 г. были дополнены в первом номере центрального органа партии «Дер идишер пролетариер» («Еврейский пролетарий»). Главной задачей еврейского пролетариата ССРП считала борьбу за создание еврейского государства в Палестине или временно на какой-либо другой территории, где евреи составляли бы большинство и жили бы компактно. «Территориализм должен … быть кардинальным пунктом программы-минимум еврейского пролетариата. Но реализация территориализма — длительный процесс, и в пределах этого процесса еврейский пролетариат должен улучшить своё положение, укрепить свои классовые позиции, а это возможно только при демократизированных формах жизни… В территориализме заинтересованы, кроме пролетариата, и другие слои еврейского народа, а потому задачей еврейского пролетариата является пробудить в еврейском обществе все его здоровые демократические территориалистические элементы…» На таких теоретических предпосылках была построена программа и тактика ССРП. Трактовка вопроса о террориториализме являлась одним из основных отличий программы социал-сионистов от программы «Поалей Цион». В главном все еврейские социалистические партии были единодушны, заявляя, что решение еврейского вопроса возможно не в результате социалистической революции в странах «диаспоры», а лишь путём создания «автономного еврейского национального государства».
Дальнейшее развитие и конкретизацию программа ССРП получила в резолюциях I съезда партии (февраль 1906 г., Лейпциг). Резолюции определяли отношение ССРП к основным вопросам текущего политического момента и еврейской жизни, оценку ею других политических партий. В отношении первой Государственной Думы социал-сионисты признали единственно целесообразной тактикой «активный внешний бойкот», который один только представляет собой наилучший способ дискредитировать Думу и лишить её авторитета в глазах народа". По вопросу о вооружённом восстании съезд сионистов признал «необходимым вести широкую неустанную агитацию в целях подготовления всеобщего вооружённого восстания, к которому неизбежно ведёт Великая Российская Революция». I съезд ССРП высказался за участие представителей еврейского пролетариата во Временном правительстве. Двойственную позицию заняли социал-сионисты в вопросе о терроре. С одной стороны, развивая социал-демократическую аргументацию, I съезд признал, что вообще террор не может быть самостоятельным средством борьбы сознательного пролетариата. С другой стороны, съезд допускал возможность применения террористических актов в целях самообороны еврейского населения против черносотенных погромщиков.
На I съезде были существенно дополнены национально-политические требования социал-сионистов, которые высказались против национальных избирательных курий и за пропорциональное представительство по партиям, отвергли национальную и национально-культурную автономию, считая её реакционной утопией «буржуазно-ассимиляторских и реакционно-национальных элементов» и выдвинули требование национальных школьных союзов и равноправия языков. Реализацию принципа территориализма социал-сионисты считали возможной лишь после достижения контактов с буржуазно-территориалистическими элементами и превращения ССРП во «всеобщую еврейскую социал-демократическую партию», для чего ЦК предписывалось вступить в более «тесные сношения с территориалистско-социалистическими организациями» за границей, готовя этим почву для будущего объединения.
I съезд социал-сионистов официально закрепил своё отношение к Российской социал-демократической рабочей партии и к Бунду. Исходя из того, что еврейский пролетариат, благодаря специфическим условиям своего существования, нуждался, по мнению членов ССРП, в самостоятельной социал-демократической организации, а РСДРП проявила определённое стремление слить в одну организацию разнородный по национальному составу пролетариат России и пыталась подчинить «интересы пролетариата угнетённых национальностей интересам пролетариата господствующей национальности», съезд ССРП нашел, что РСДРП должна состоять из «самостоятельных, национальных социал-демократических организаций, объединённых на федеративных началах». Одновременно в решениях съезда высказывалось требование бороться с попытками РСДРП вовлечь в свои ряды представителей еврейского пролетариата и с «буржуазно-ассимиляционной идеологией еврейской „искровской“ интеллигенции, фальсифицирующей перед российским пролетариатом истинные интересы еврейского пролетариата». Резко отрицательная оценка давалась сионистами Бунду. По их мнению, последние не опирались на интересы еврейской массы во всей их полноте, проповедовали этический социализм, игнорировали значение производственных сил в борьбе рабочего класса за социализм и, учитывая их «слабые экономические позиции», непременно должны были скатиться к анархизму. Бунд критиковался также за отсутствие «твердой позиции в национальном вопросе». Социал-сионисты пришли к выводу, что Бунд «затрудняет дальнейшее движение еврейского пролетариата по пути освобождения от классового и национального гнёта».
В 1905-07 гг. организации ССРП имелись во всех 15 губерниях «еврейской оседлости» и в центре России и насчитывали к середине 1906 г. — 24 210 человек (по данным газеты «Дер Нойер Вег» («Новый путь»)). По другим данным, общая численность сионистских партий в России в 1905-07 гг. колебалась в пределах 10-20 тысяч человек. ССРП в период Революции 1905-07 гг. имела свои организации «более чем в 120 городах и местечках России и за рубежом». Социальную основу партии в этот период составляли представители радикально-демократических слоев общества (кустари, ремесленники, приказчики), еврейской интеллигенции и националистически настроенные элементы рабочего класса. В период острых столкновений революционных сил с самодержавием в 1905-07 гг. ССРП призывала своих членов не участвовать в политической революционной борьбе. Сыркин, например, считал, что «еврейские рабочие … должны признавать чисто экономическое движение; политикой той страны, в которой они живут, они интересоваться не должны, как евреи; их политикой должен стать сионизм». С конца 1905 г. ССРП принимала активное участие в профсоюзном движении, имея определённую опору в союзах перчаточников, горничных, сапожников, часовщиков. При этом социал-сионисты отстаивали внепартийный характер объединений. В некоторых городах члены ССРП принимали участие в стачках, митингах, демонстрациях и отрядах самообороны. ССРП активно занималась также литературно-издательской деятельностью. В 1905-07 гг. в стране издавалось до десятка периодических изданий партии (в Вильно, Варшаве, Лодзи, Одессе), но существовали они, как правило, непродолжительное время. После Революции 1905-07 гг. Революции 1905-07 гг. наблюдалась резкая эволюция ССРП вправо. К 1909 гг. Сыркин и его сторонники стали ярыми приверженцами Сиона, начали выступать за «исход» из «диаспоры», сосредоточив свои усилия на населённой арабами Палестине. Оставшиеся в России сторонники партии переключились исключительно на «культурническую» работу, занимаясь пропагандой идей идишизма («светская еврейская культура» на идише, своеобразная программа еврейской буржуазии по воспитанию молодого еврейского поколения. Была альтернативой гебраизму — программе «еврейской культуры», основанной на иврите), благотворительностью и вопросами культуры.
После Февральской революции произошла активизация деятельности сторонников социал-сионизма. В марте 1917 г. члены ССРП влились вместе с представителями Социалистической еврейской рабочей партии в Объединённую еврейскую социалистическую рабочую партию и поддержали лозунги своих лидеров о создании «национально-персональной автономии» евреев и курс Бунда на осуществление «культурно-национальной автономии». В 1917 г. в ОЕСРП насчитывалось около 13 тысяч членов. В мае 1917 г. состоялись съезды еврейских общественных деятелей (сионистов и бундовцев) в Киеве и Екатеринославе, ставившие своей целью усиление влияния еврейской буржуазии. После октября 1917 г. социал-сионисты и их сторонники не скрывали своего враждебного отношения к большевикам и поддерживали действия «Комитета спасения», боровшегося против ВРК и СНК. Начавшаяся Гражданская война завершила процесс распада сионистских организаций в стране.